# Ономастика
Онома́стика (від грец. óνομα — «ім'я», «назва») — наука, розділ мовознавства про сукупність власних (у більш вузькому сенсі — особистих) імен (онімів) об'єктів. Ономастика вивчає історію та закономірності їх виникнення, розвитку й функціонування, зміни, поширення і структури власних імен у мові та мовленні, у літературній і діалектній сферах.
Ономастика може бути корисною в інтелектуальному аналізі даних, наприклад, для розпізнавання іменованих об'єктів або розпізнавання походження імен. Це популярний підхід в історичних дослідженнях, де його можна використовувати для ідентифікації етнічних меншин у складі ширших груп населення та з метою просопографії.

## Історія української ономастики
Перші ономастичні розвідки з'явилися ще тоді, коли в «Повісті минулих літ» Нестор-літописець прагнув дізнати «…откуда есть пошла Руска земля». Насамперед він з'ясовує етимологію назви столиці Русі — Києва й пов'язує її з легендою про Кия, Щека, Хорива та їхню сестру Либідь. Далі Нестор наводить дані про походження назв деяких літописних племен і досліджує походження назви всієї держави – «Русь». У період Київської Русі потреба зрозуміти історичний зміст географічних і етнічних назв, а також імен людей призвела до появи в писемних джерелах численних прикладів тлумачення імен. У 1289 році в Новгороді для єпископа Климента був створений перший на Русі словник власних імен людей. Найдавнішими українськими словниками вважають «Лексис с толкованієм словенских мов просто» (середина XVI ст.), «Лексис» Лаврентія Зизанія (1596). У середині XVII ст. Єпифаній Славинецький уклав «Лексикон латинский», де початковою мовою була латина, однак у перекладній частині, окрім церковнослов'янських термінів, уживані й українські слова. 1627 року в Києві Памво Беринда видав «Лексикон словеноросский и имен толкование», у якому спробував з'ясувати походження й етимологію імен людей. І лише в ХІХ ст. наука про власні імена увійшла в коло досліджень лінгвістики. Уперше термін «ономастика» запропонував хорватський лінгвіст Т. Маретич у 1886 році, але спочатку він містив у собі лише одну ономастичну дисципліну — антропоніміку.
Одним із перших ономастичні студії розпочав Я. Головацький — відомий український вчений, мовознавець, член «Руської Трійці». Серед найвагоміших його досліджень варто виділити такі: «Велика Хорватія або Галицько-Карпатська Русь» (1841), «Поділ часу у Русинів» тощо. Найбільшу увагу проблемам ономастики вчений приділив у передмові до праці «Народні пісні Галицької та Угорської Русі». У своїх студіях Я. Головацький спирався на досягнення тогочасного слов’янського мовознавства і праці П. Й. Шафарика, Ф. Міклошича, В. і Я. Грімм.
Бурхливі історичні події першої половини ХХ ст. призвели до певного занепаду цього напряму досліджень в Україні. Однак, окремі вчені продовжували збирати й опрацьовувати ономастичний матеріал. При АН УРСР працювала топонімічна комісія, у роботі якої брали участь відомі українські науковці П. Клименко, М. Ткаченко, А. Ярошевич та ін. Українські топоніми — географічні назви в своїх працях частково розглядали польські науковці. Такі розвідки з'являлися на сторінках часопису «Onomastica», який виходив у місті Вроцлав. Першим науковцем, який почав роботу із відродження досліджень як з лінгвістичної так і з історичної ономастики в Україні був К. Цілуйко. Він це зробив у працях: «Українська топоніміка напередодні міжнародного з'їзду славістів» (Питання топоніміки. — К., 1962); «До вивчення топоніміки» (Діалектологічний бюллетень. — 1949. – № 1); «Коротка программа збирання матеріалів до вивчення топографії України» (К., 1954) та ін. 
У 1959 р. відбулася Перша українська нарада лінгвістів. На ній ономастика була визначена як окрема наукова дисципліна. Згодом поряд із лінгвістами питання ономастики стали досліджувати українські історики. Так, на підставі аналізу імен і прізвищ, які містить «Реєстр всего Войска Запорожского» (1649), Ф. Шевченко у праці «Політичні та економічні зв'язки України з Московщиною в середині XVII ст.» (К., 1959) показав соціальний і народний склад козацького війська середини XVII ст. У роботі «Міста України в другій половині XVII ст.» (К., 1963) О. Компан на підставі аналізу антропонімів і топонімів, які наведені в різних історичних джерелах, зробила висновки щодо рівня розвитку ремесла та його організації в Україні в XVII ст. У дослідженні «Прізвища топонімічного походження Закарпаття» (Доповіді Ужгородського Державного університету. Серія філологічна. — 1961. — № 7) історик П. Чучка зібрав 6 тисяч прізвищ мешканців Рахівського району Закарпаття та довів, що переважна більшість предків цих людей переселилась сюди з території сучасних Івано-Франківської,Тернопільської та Чернівецької областей України. Історик С. Бевзенко в праці «З історії української ономастики» (Доповіді Ужгородського державного університету. Серія філологічна. — 1961. — № 7), вивчаючи власні назви на сторінках «Розборных книг г. Харькова 1660 г.», відзначив можливість вивчення економічного й соціального становища населення Харкова в першій половині XVII ст. Широкі можливості використання істориками ономастичного матеріалу продемонструвала в роботі «Ономастика як допоміжна історична дисципліна» (Історичні джерела та їх використання. — 1966. — № 2) О. Компан. Вона проаналізувала власні імена із «Переписних книг 1666 р.», виданих у 1933 р. В. Романовським. У 1666 р. московський уряд зробив перепис населення Лівобережної України із зазначенням діяльності, майнового й соціального стану. За висновками О. Компан: «У плетеві прізвищ, як у дзеркалі, відбилася соціальна, економічна й політична структура феодального суспільства України XVII ст., природні умови життя, весь світ, що оточував людину».
Подальший розвиток ономастики в Україні відзначений посиленням наукової взаємодії істориків і лінгвістів. Так, у конспекті лекцій «Топоніміка гірських районів Чернівецької області» (Чернівці, 1964) Ю. Карпенко наголосив на необхідності супроводжувати дослідження з ономастики як лінгвістичними, так і історичними коментарями, а також давати опис історичних джерел, звідки взяті власні назви. З середини 60-х рр. ХХ ст. по-перше різко зросла кількість наукових робіт з ономастичної проблематики, виданих в Україні, по-друге поглибилась їх спеціалізація. З ономастики, яка вивчає власні назви, остаточно виокремились спеціальні історичні дисципліни, котрі мають вузькіший предмет дослідження. Тобто, формують дисципліни, предметом вивчення яких є конкретні класи власних назв. Насамперед, це топоніміка — дисципліна, яка вивчає географічні назви, антропоніміка, що вивчає власні імена людей, етноніміка — вивчає власні імена племен, народів, держав. Джерелознавці в Україні починають виокремлювати окремі групи лінгвістичних джерел: топонімічні, антропонімічні, етнонімічні. В коло уваги українських науковців потрапляють інші окремі класи українського ономастикому. Це — космоніми (назви зірок, планет та інших космічних об’єктів), теоніми (імена мітичних і релігійних персонажів), зооніми (прізвиська та назви тварин) та ін. З’являються окремі наукові розробки із зазначеної проблематики. Серед них потрібно виділити працю Ю. Карпенка «Названия звездного неба» (М., 1985), в якій він дав тлумачення походженню назв Чумацького Шляху, сузірь, зірок і планет Сонячної системи. Потрібно згадати і статтю І. Борисюк «Історія розвитку найдавніших українських назв професій» (Київська старовина. — 2000. — № 4). Однак більшість ономастичних досліджень, опублікованих в Україні в останній третині ХХ ст. — на початку ХХІ ст., належать до предмету вивчення спеціальних історичних дисциплін – топоніміки, антропоніміки, етноніміки.

## Ономастичні школи в Україні
Нині в Україні можна виділити три основні ономастичні школи: Одеську, Донецьку та Ужгородську. Їхніми представниками відповідно є: Ю. Карпенко, О. Карпенко, Л. Фоміна, Л. Калінкін, Г. Лукаш, Л. Белей.
Також активно функціонують Січеславський, Івано-Франківський, Кропивницький, Луцький, Львівський, Тернопільський, Хмельницький і Чернівецький ономастичні осередки.
- Демчук Марія Олексіївна

## Предмет ономастики
Предметом вивчення є такі групи власних імен:
- антропоніми (прізвища, прізвиська, псевдоніми та аноніми, криптоніми, астроніми),
- топоніми (гідроніми, ороніми, а також антропотопоніми),
- зооніми, фітоніми,
- космоніми,
- хрононіми,
- порейоніми (авіапорейоніми, автопорейоніми, космопорейоніми)

## Галузі ономастики
Ономастика, відповідно до категорій власних імен, має кілька розділів:
- топоніміка вивчає власні імена географічних об'єктів;
- антропоніміка досліджує власні імена людей;
- зооніміка охоплює вивчення власних імен тварин;
- етноніміка вивчає походження етнонімів.

Наймолодшою галуззю ономастики вважають когнітивну ономастику. Когнітивна ономастика — це поєднання когнітивної лінгвістики і ономастики, вивчає власні назви у ментальному лексиконі людини.